# Чарльз Неп'єр
Чарльз Неп'єр (англ. Charles Napier; 12 квітня 1936 - 5 жовтня 2011) — американський актор.

## Біографія
Чарльз Неп'єр 12 квітня 1936 року поруч міста Скоттсвілл, штат Кентуккі. Отримав освіту в громадських школах Скоттсвілля. Під час навчання Чарльз дуже любив баскетбол і навіть брав участь у турнірах між школами. У 1954 році після закінчення школи вступив на військову службу, де дослужився до сержанта. У 1961 році Чарльз Нап'єр здобув вищу освіту з мистецтва та фізкультури в Західному Університеті штату Кентуккі. Після закінчення університету працював помічником тренера з баскетболу в школі. Потім працював у мостобудівній компанії та рекламному агентстві, перш ніж переїхати у Кліруотер, штат Флорида, щоб вивчати мистецтво в JFK Junior High School. Брав участь в аматорському театрі. Чарльз також займався живописом. Його роботи були дуже популярні у Флориді.

## Фільмографія
- 1984 — Перезмінка / Swing Shift
- 1985 — Рембо: Перша кров, частина II / Rambo: First Blood Part II
- 1986 — Швидкий суд / Instant Justice
- 1986 — Дика штучка / Something Wild
- 1989 — Список жертв / Hit List
- 1990 — Битва драконів / Dragonfight
- 1990 — Маніяк поліцейський 2 / Maniac Cop 2
- 1991 — Самотні серця / Lonely Hearts
- 1991 — Мовчання ягнят / The Silence of the Lambs
- 1992 — Жаб'яче місто 2 / Frogtown II
- 1993 — Заряджена зброя 1 / Loaded Weapon 1
- 1993 — Філадельфія / Philadelphia
- 1993 — Мішки для трупів / Body Bags
- 1994 — Дика земля / Savage Land
- 1995 — Злочин / Felony
- 1996 — Одинокий ведмідь / Billy Lone Bear
- 1996 — Кабельник / The Cable Guy
- 1997 — Остін Паверс: Міжнародна людина-загадка / Austin Powers: International Man of Mystery
- 1998 — Армстронг / Armstrong
- 1999 — Ліма: Порушуючи мовчання / Lima: Breaking the Silence
- 1999 — Остін Паверс: Шпигун, який мене спокусив / Austin Powers: The Spy Who Shagged Me
- 2000 — Дуже скупий чоловік / Very Mean Men
- 2000 — Кипарисова гілка / Cypress Edge
- 2000 — Злодій і стриптизерка / The Thief & the Stripper
- 2001 — Вища честь / Extreme Honor
- 2004 — Маньчжурський кандидат / The Manchurian Candidate
- 2009 — Жива кров / Life Blood